# 傅隆阿
傅隆阿（1710年—？），字賡虞，号敬斋，瓜尔佳氏，满洲镶白旗人。乾隆戊午举人，己未联捷进士。后任翰林院庶吉士，散馆后授检讨。

## 家庭成员
- 曾祖赫勒，世袭骑都尉；
- 祖父噶思特，前锋參領兼佐领；
- 父明德，一等侍卫兼佐领，世袭骑都尉；
- 胞弟海隆阿，三等侍衛。女瓜爾佳氏，嫁内务府正白旗满洲索綽絡氏觀慶（父乾隆二年（1737年）丁巳恩科进士觀保）。
- 母富察氏，二等护卫蘇章阿之女；
- 妻子富察氏，參領兼佐领蘇成之女；
- 子景福，乾隆壬申进士，兵部右侍郎；[1]
- 孙女瓜尔佳氏，盛京副都统、库伦办事大臣宗室闊普通武嫡妻；[2]另有一孙女嫁福长安。